# Свято музики у Львові
«Свято музики у Львові» — музичний фестиваль, який з 2013 року щорічно проводять Львові в день Свята музики (фр. Fête de la Musique) — 21 червня, також день літнього сонцестояння. Протягом дня у різних локаціях міста відбуваються виступи десятків українських та іноземних артистів, які представляють різні музичні напрямки: рок, джаз, фольк, поп, електро, техно тощо.
Станом на 2022 рік Львів лишався єдиним українським містом, офіційно затвердженим Fete de la Musique як місто, в якому святкують Свято музики.

## Історія
Фестиваль заснований 2013 року Марічкою Чічковою, Романом Федюком та Євгеном Гулевичем. Натхненням його створенню стало Свято музики у Парижі, яке відвідали Роман і Марічка 2012 року. Фестиваль спрямований на любителів музики. У день фестивалю по місту в різних локаціях виступають музиканти: як професіонали, так і аматори. Організатори не відбирають та не контролюють якість виконання музики, а учасники мають повну свободу творчого виразу. Фестиваль є безкоштовним.
Фестиваль підтримують Львівська міська рада та місцева влада. Управління департаменту культури і розвитку міської ради є активними партнерами організаторів. Протягом 2013—2016 років із фестивалем співпрацювала культурна менеджерка Євгенія Нестерович.

### 2013
Перше «Свято музики у Львові», музиканти грали на 40 різних локаціях: балконах, площах, вулицях, у «Музеї Ідей», у Бернарденгардені тощо. Грали класичну музику, інді, рок, етно, альтернативу. Загалом участь у фестивалі взяли 80 виконавців: гурти, тандеми, оркестри та соло.

### 2014
Понад 120 музикантів виступили на більше ніж 50 локаціях. У парку Франка грали рок, у дворі Природознавчого музею — класику, на площі Теодора — етно, на майданчику «Фредра.61» — електронну музику. Окрім того, 2014 року деякі локації фестивалю вперше знаходилися на районі Підзамче. Серед музикантів були «ГИЧ Оркестр», «АтмАсфера», Юрій Іздрик зі своїм проєктом «DRUMТИАТР» та інші.

### 2015
Цього року виступили більше 150 музикантів. Однією з локацій був сквер Святого Юра, який львів'яни захищали від знищення та де проводили акції «Врятуй сквер Святого Юра».

### 2016
Концерти давали на 37 локаціях Львова, участь у фестивалі взяли 80 гуртів, зокрема Burdon Folk Band, «ГИЧ Оркестр», «Курбаси», «DRUMТИАТР» та інші.

### 2017
Більше 80 гуртів виступили на 40 локаціях у місті. Серед музикантів: Postman, Lemko Bluegrass Band, LUMOS Orchestra, Torban, YAGÓDY, Мар’яна Клочко, Gentelman Brass Band, Miglanc Orchestra, Wszystko та інші. Серед партнерів фестивалю були Львівська міська рада, мережа «!FEST» та галерея «Правда, Б».

### 2018
Фестиваль проводили на 30 локаціях Львова, у центрі міста та на районах Левандівка, Сихів, Личаків та Підзамче. Участь у фестивалі взяли 86 учасників, серед них: Lemko Bluegrass Band, Wszystko, Torban, Мар'яна Клочко, Львівська музична школа ім. С. Крушельницької, Народний ансамбль пісні і танцю «Черемош» та інші.
Цього року до локацій додалися нові: площа біля кав’ярні «Альтернативна кава» на розі вулиць Котляревського та Чупринки, музей «Дім Франка», кав’ярня у Парку культури ім. Богдана Хмельницького та завод «РЕМА».

### 2019
На 48 різних локаціях Львова виступили 125 учасників фестивалю, зокрема: Omodada, «Глава 94», Postman, Wszystko, LUMOS Orchestra, Torban, YAGÓDY, Клуб укулелистів Львова та інші.
Заступник міського голови з питань розвитку Андрій Москаленко казав про фестиваль наступне:
|  | Львів — культурна столиця, яка радо підтримує безліч мистецьких заходів. Одним із них є Свято музики у Львові. Це чудова можливість для мешканців наповнитись справжнім музичним драйвом у всіх районах нашого міста. |

### 2020

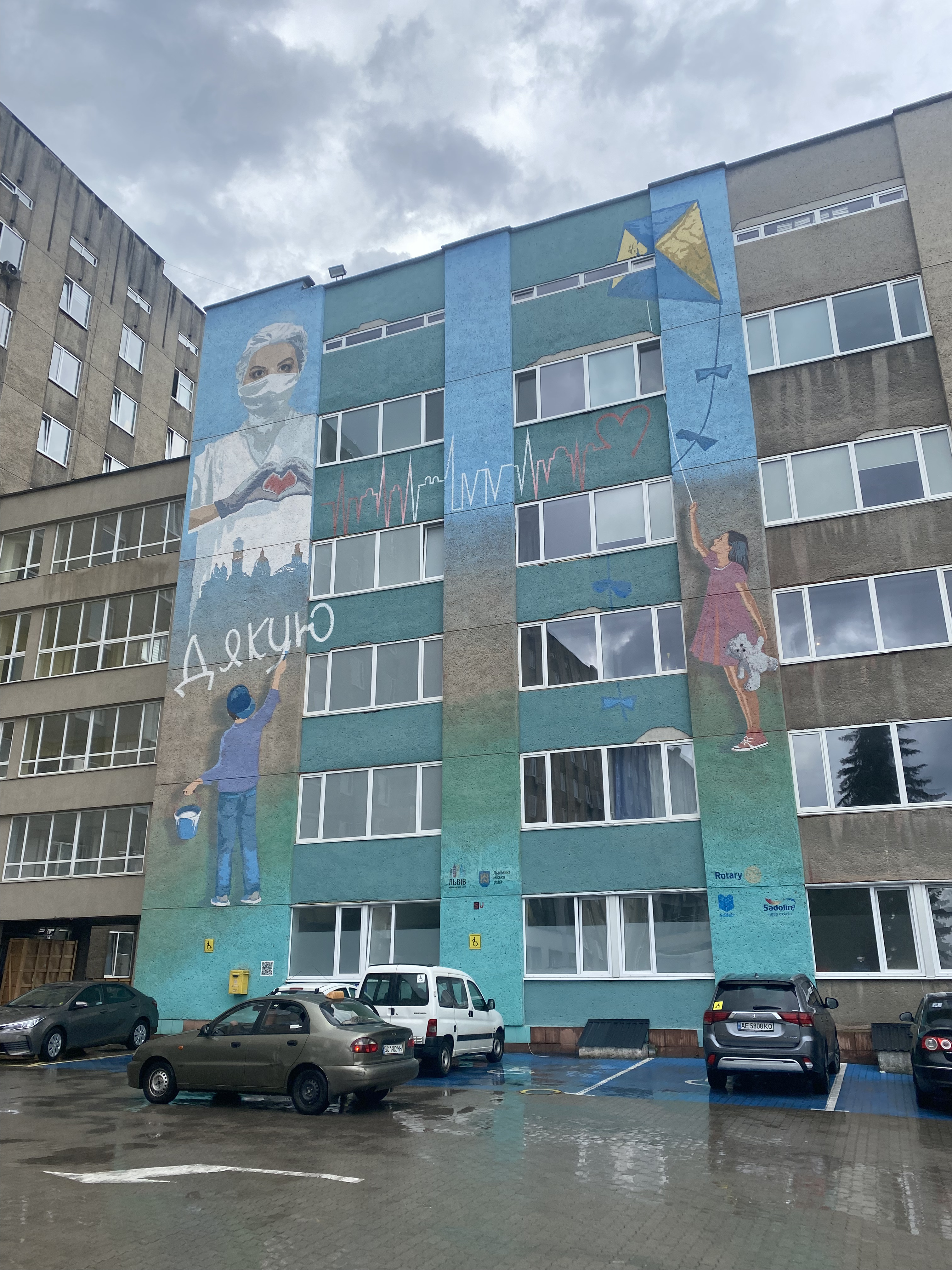
Мурал «Подяка лікарям», лікарня швидкої допомоги, Львів

На фоні пандемії COVID-19 Свято музики присвятили подяці лікарям, оскільки 2020 року воно збіглося з Днем медичного працівника. Деякі з виступів музикантів організували біля лікарні швидкої допомоги, на фасаді якої у цей же день відкрили мурал «Подяка лікарям». Загалом виступили 110 музикантів на 48 локаціях.
Спільно з харківським «Днем музики» та фестивалем Plan B fest провели онлайн-трансляцію «Make Music Day Україна».

### 2021
На 30 різних сценах зіграли понад 130 музикантів із різних країн. Частину грошей на фестиваль збирали на платформі «Спільнокошт». Кожна з локацій відповідала за свій напрямок: Вірменський дворик — класична музика, проїзд Крива Липа — рок, Ротонда у парку Франка — етно, «Lem Station» — хіп-хоп, а біля всіх точок кав'ярні «Альтернативна кава» проводили вуличні перформанси.
У межах фестивалю LvivMozArt зіграли програму «Пригоди Моцарта» для дітей на площі Маланюка, співорганізаторкою виступила українська диригентка Наталя Стець (Київський симфонічний оркестр).

### 2022

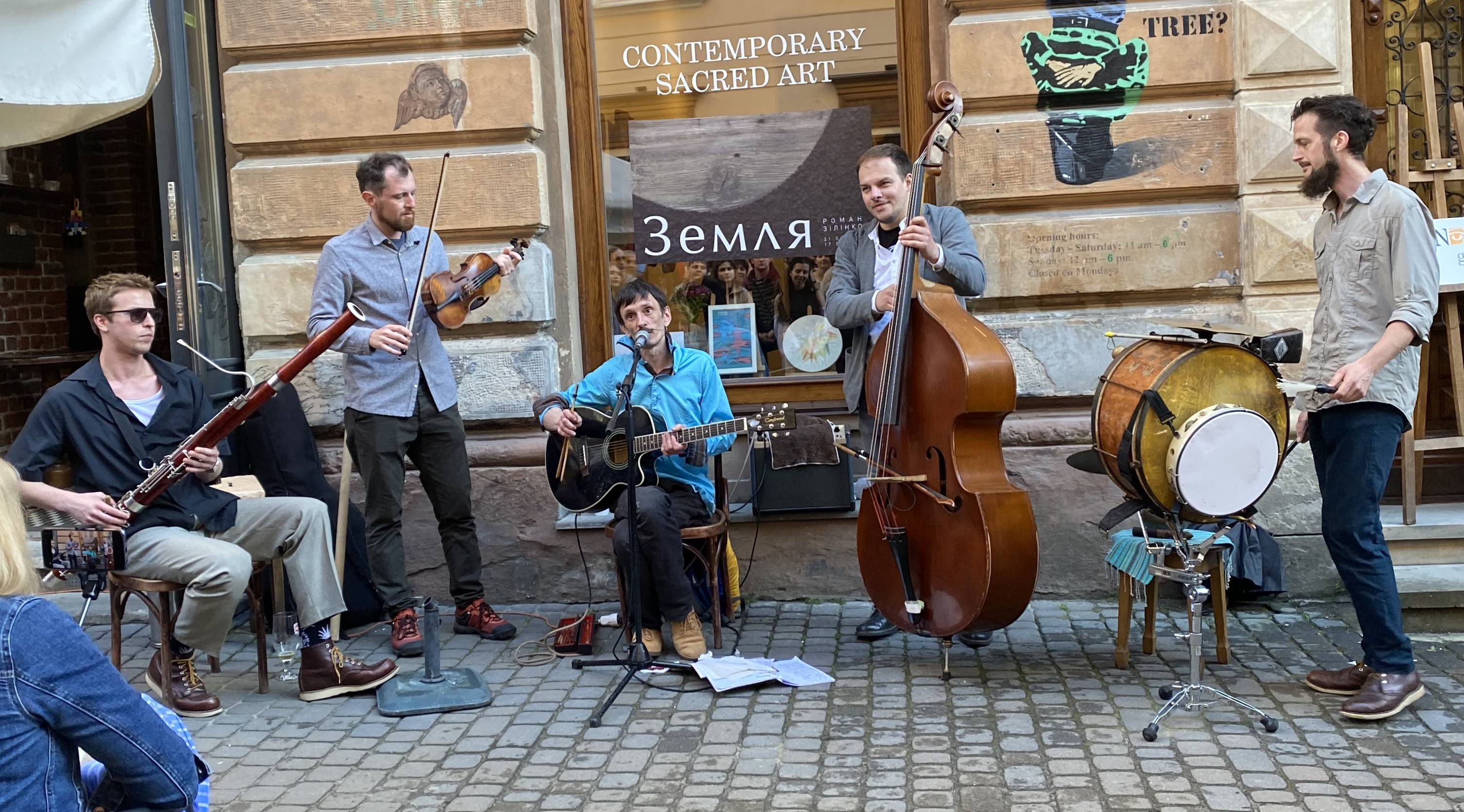
Гурт «Пиріг і Батіг» на «Святі музики», червень 2022

У 29 локаціях Львова грали понад 60 музикантів, українських та іноземних, зокрема артрок-гурт Sheetel, музично-поетичний проєкт «Пиріг і Батіг», мультикультурний гурт Lemko Bluegrass Band, гурт Slavalachia, учасники якого є музикантами з Білорусі, України та США.

### 2023
На всіх локаціях збиратимуть гроші у фонд Musicians Defend Ukraine, що займається підтримкою українських музикантів — учасників російсько-української війни. Окрім того, буде можливість прослухати пряму трансляцію серії подкастів під назвою «ЗРІЗ_Свято Музики», які представлять нішеві музичні проєкти.